# Le Pin (Gard)
 (juillet 2023).
Si vous disposez d'ouvrages ou d'articles de référence ou si vous connaissez des sites web de qualité traitant du thème abordé ici, merci de compléter l'article en donnant les références utiles à sa vérifiabilité et en les liant à la section « Notes et références ».
Pour les articles homonymes, voir Le Pin.
Le Pin est une commune française située dans le nord-est du département du Gard, en région Occitanie.
Exposée à un climat méditerranéen, elle est drainée par la Tave, la Veyre, le ruisseau de la Brives.
Le Pin est une commune rurale qui compte 473 habitants en 2022, après avoir connu une forte hausse de la population depuis 1975.  Elle fait partie de l'aire d'attraction de Bagnols-sur-Cèze. Ses habitants sont appelés les Pinois ou  Pinoises.

## Géographie
Le Pin est situé dans une région de transition entre les premiers contreforts du Massif central et la Vallée du Rhône, traversée d’est en ouest par les vallées de la Cèze et de la Tave, et qui se caractérise par une suite de plateaux de garrigues, vallées, bassins intérieurs.
|               | Cavillargues            |                    |
| Pougnadoresse | Pin                     | Saint-Pons-la-Calm |
|               | La Capelle-et-Masmolène |                    |

### Relief
La commune se situe sur les versants nord des plateaux de Valliguières, qui bordent la vallée de la Tave, vallée alluviale à fond plat qui s’étend en s’élargissant jusqu’au Rhône. Son territoire présente un aspect général vallonné plus accidenté au nord, au contact de la plaine de la Tave.
L'altitude moyenne de Le Pin est de 182 mètres environ. L’altitude de la commune se situe entre 100 et 250 m avec une progression du nord au sud :
- 100 m au nord, au niveau de la plaine agricole ;
- 180 m sur le plateau aux abords du village ;
- de 200 à 250 m au sud, sud/est et sud/ouest du village.

Le Pin appartient au canton de Bagnols-sur-Cèze et à l’arrondissement de Nîmes, 3e circonscription (Villeneuve-lès-Avignon), département du Gard (30330).

### Géologie
Les terrains les plus anciens de la commune datent de la fin de l’ère secondaire (crétacé). Le Cénomanien inférieur y est présent sur tout le plateau de la Veyre au sud de la commune ; il s’agit du Barrémien à faciès Urgonien. Le Cénomanien moyen est représenté par l’Aptien, recouvert en partie par l’Albien. La crête rocheuse de la Tave est formée de quartzites très durs (Tavien), au-dessus de l’étage à lignite ou Paulétien au quartier du « Mas de Palisse » et sur le plateau du village. Les dépôts récents se trouvent sous forme d’alluvions au quartier du « Cros de Masse » et dans la vallée de la Tave. Formation éolienne, le lœss peut atteindre jusqu’à 20 mètres d’épaisseur sur la partie sud du plateau du village.

### Hydrographie
La commune est traversée d’est en ouest par la Veyre et la Tave ; la première rejoignant la seconde sur la commune de Gaujac. Ces deux cours d’eau qui constituent en fait les limites administratives de la commune sont peu importants, calmes mais à caractère torrentueux. Ils débordent parfois dans la plaine, par fortes pluies, mais ces débordements n’affectent pas les secteurs urbanisés ou urbanisables. Sur le territoire de la commune, la Veyre ne coule qu’épisodiquement lors de longues périodes de pluies. Elle est essentiellement alimentée par les prés de Pougnadoresse et par de nombreuses résurgences. L’ensemble du territoire est drainé par des ruisseaux, vallats, qui se jettent principalement dans la Tave.

### Végétation
Comme dans toute la zone méditerranéenne, le relief influence fortement l’utilisation des sols ; les collines sont plus souvent boisées que défrichées. On y trouve des zones de garrigues ou de bois composés de chênes verts, blancs hermès ou de pins.

### Climat
Pour des articles plus généraux, voir Climat de l'Occitanie et Climat du Gard.
En 2010, le climat de la commune est de type climat méditerranéen franc, selon une étude s'appuyant sur une série de données couvrant la période 1971-2000. En 2020, Météo-France publie une typologie des climats de la France métropolitaine dans laquelle la commune est exposée à un climat méditerranéen et est dans la région climatique Provence, Languedoc-Roussillon, caractérisée par une pluviométrie faible en été, un très bon ensoleillement (2 600 h/an), un été chaud (21,5 °C), un air très sec en été, sec en toutes saisons, des vents forts (fréquence de 40 à 50 % de vents > 5 m/s) et peu de brouillards.
Pour la période 1971-2000, la température annuelle moyenne est de 13,2 °C, avec une amplitude thermique annuelle de 17,1 °C. Le cumul annuel moyen de précipitations est de 817 mm, avec 6,3 jours de précipitations en janvier et 3,2 jours en juillet. Pour la période 1991-2020, la température moyenne annuelle observée sur la station météorologique la plus proche, située sur la commune de Cavillargues à 3 km à vol d'oiseau, est de 14,1 °C et le cumul annuel moyen de précipitations est de 845,8 mm,. Pour l'avenir, les paramètres climatiques de la commune estimés pour 2050 selon différents scénarios d’émission de gaz à effet de serre sont consultables sur un site dédié publié par Météo-France en novembre 2022.

### Milieux naturels et biodiversité
Aucun espace naturel présentant un intérêt patrimonial n'est recensé sur la commune dans l'inventaire national du patrimoine naturel,,.

## Urbanisme

### Typologie
Au 1er janvier 2024, Le Pin est catégorisée commune rurale à habitat dispersé, selon la nouvelle grille communale de densité à sept niveaux définie par l'Insee en 2022.
Elle est située hors unité urbaine. Par ailleurs la commune fait partie de l'aire d'attraction de Bagnols-sur-Cèze, dont elle est une commune de la couronne,. Cette aire, qui regroupe 30 communes, est catégorisée dans les aires de moins de 50 000 habitants,.

### Occupation des sols
L'occupation des sols de la commune, telle qu'elle ressort de la base de données européenne d’occupation biophysique des sols Corine Land Cover (CLC), est marquée par l'importance des forêts et milieux semi-naturels (54,3 % en 2018), une proportion sensiblement équivalente à celle de 1990 (54,8 %). La répartition détaillée en 2018 est la suivante : 
forêts (53,1 %), cultures permanentes (34,7 %), zones urbanisées (6,8 %), zones agricoles hétérogènes (4,2 %), milieux à végétation arbustive et/ou herbacée (1,2 %). L'évolution de l’occupation des sols de la commune et de ses infrastructures peut être observée sur les différentes représentations cartographiques du territoire : la carte de Cassini (XVIIIe siècle), la carte d'état-major (1820-1866) et les cartes ou photos aériennes de l'IGN pour la période actuelle (1950 à aujourd'hui).

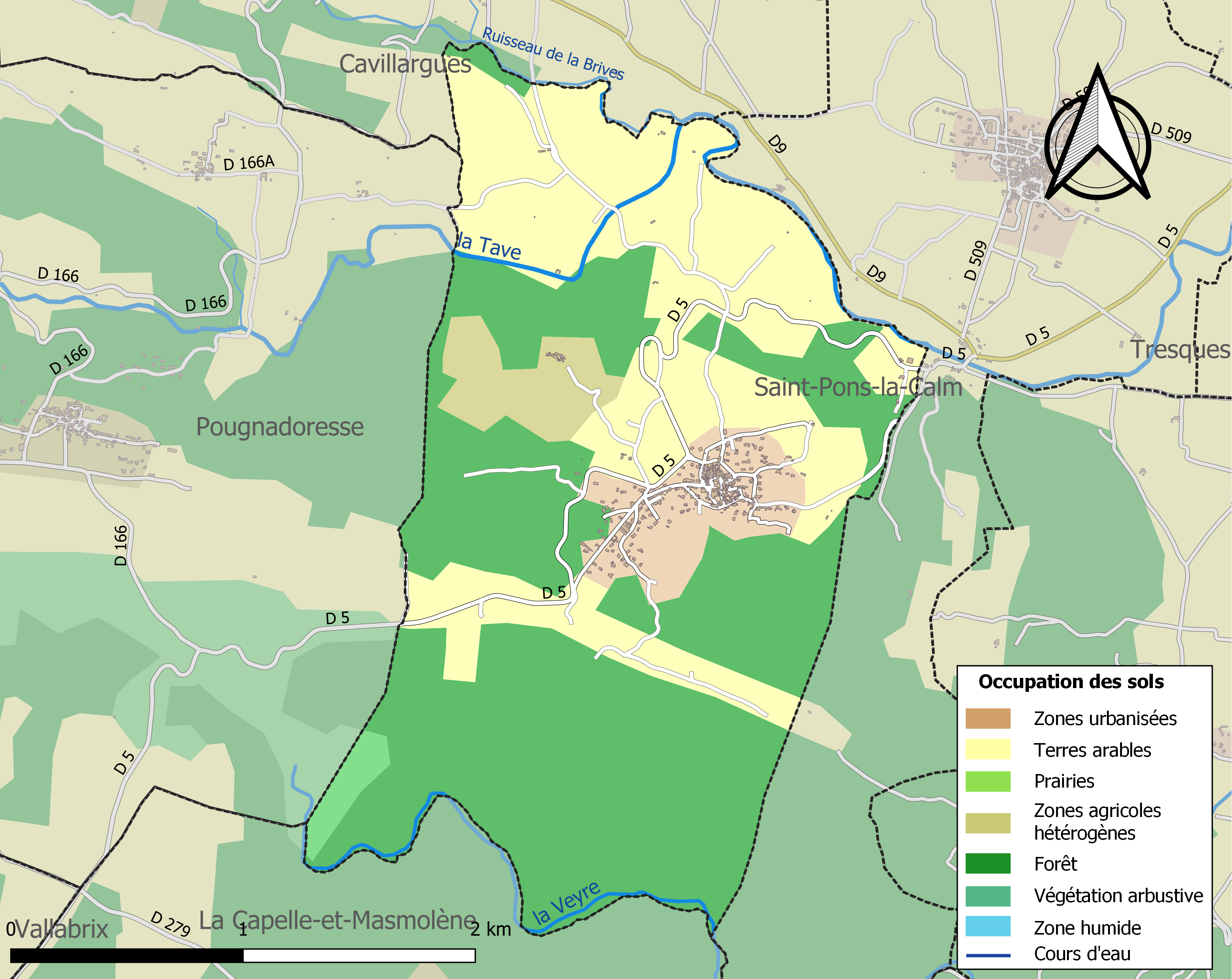
Carte des infrastructures et de l'occupation des sols de la commune en 2018 (CLC).

### Risques majeurs
Le territoire de la commune duPin est vulnérable à différents aléas naturels : météorologiques (tempête, orage, neige, grand froid, canicule ou sécheresse), inondations, feux de forêts, mouvements de terrains et séisme (sismicité modérée). Il est également exposé à un risque particulier : le risque de radon. Un site publié par le BRGM permet d'évaluer simplement et rapidement les risques d'un bien localisé soit par son adresse soit par le numéro de sa parcelle.

#### Risques naturels
Certaines parties du territoire communal sont susceptibles d’être affectées par le risque d’inondation par débordement de cours d'eau et par une crue torrentielle ou à montée rapide de cours d'eau, notamment la Tave et la Veyre. La commune a été reconnue en état de catastrophe naturelle au titre des dommages causés par les inondations et coulées de boue survenues en 1982, 1983, 1990, 1994, 1998, 2002 et 2014,.

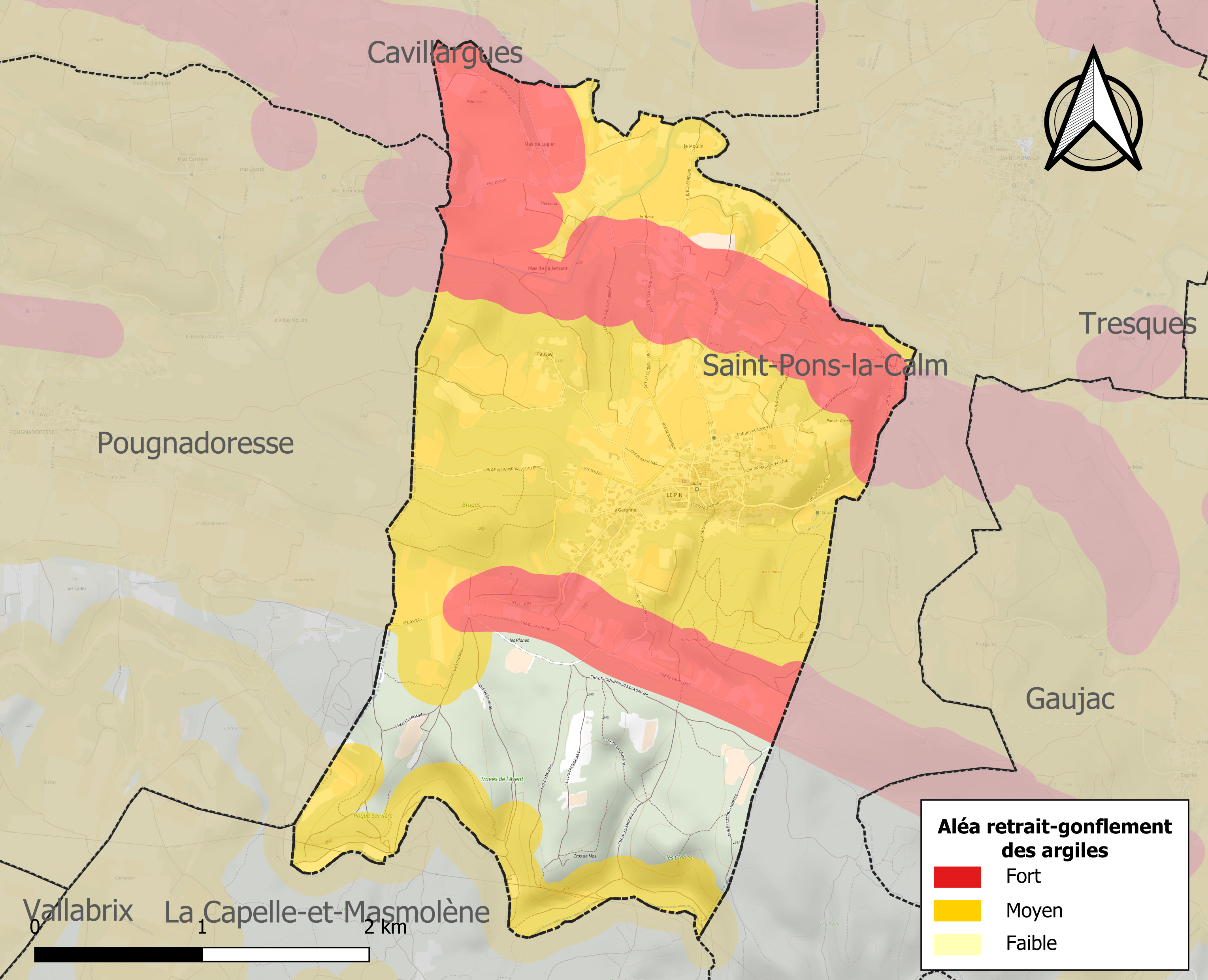
Carte des zones d'aléa retrait-gonflement des sols argileux duPin.

La commune est vulnérable au risque de mouvements de terrains constitué principalement du retrait-gonflement des sols argileux. Cet aléa est susceptible d'engendrer des dommages importants aux bâtiments en cas d’alternance de périodes de sécheresse et de pluie. 82 % de la superficie communale est en aléa moyen ou fort (67,5 % au niveau départemental et 48,5 % au niveau national). Sur les 218 bâtiments dénombrés sur la commune en 2019, 218 sont en aléa moyen ou fort, soit 100 %, à comparer aux 90 % au niveau départemental et 54 % au niveau national. Une cartographie de l'exposition du territoire national au retrait gonflement des sols argileux est disponible sur le site du BRGM,.
Par ailleurs, afin de mieux appréhender le risque d’affaissement de terrain, l'inventaire national des cavités souterraines permet de localiser celles situées sur la commune.
Concernant les mouvements de terrains, la commune a été reconnue en état de catastrophe naturelle au titre des dommages causés par des mouvements de terrain en 1983.

#### Risque particulier
Dans plusieurs parties du territoire national, le radon, accumulé dans certains logements ou autres locaux, peut constituer une source significative d’exposition de la population aux rayonnements ionisants. Certaines communes du département sont concernées par le risque radon à un niveau plus ou moins élevé. Selon la classification de 2018, la commune duPin est classée en zone 2, à savoir zone à potentiel radon faible mais sur lesquelles des facteurs géologiques particuliers peuvent faciliter le transfert du radon vers les bâtiments.

## Histoire
Accrochées au flanc sud d’une colline les maisons du village s’étagent depuis le modeste château du XVIIe siècle jusqu’aux jardins en contrebas où une fontaine fut peut-être à l’origine du village.
Terre de transition, entre le sillon rhodanien et l’arrière-pays, qui confronte l'Uzège d’une part et la Lussanenque d’autre part, déjà pré-cévenole. Le Pin est par conséquent une terre de contrastes.
En 1382, les chroniques de la Révolte des Tuchins citent le village du Pin comme étant celui d'un certain Étienne Augier, dit Ferragut qui serait allé se battre dans les Alpilles.
À mi-chemin entre Uzès et Bagnols, cette localité fut de tout temps un important lieu de passage. Des voies protohistoriques, coupant au plus court ou courant au sommet des crêtes situées au sud du village, favorisent le passage des personnes ou des marchandises avec des variantes selon les situations et les époques. Ainsi en fut-il du tracé gallo-romain repris des siècles plus tard par le Chemin du Haut d’Allemagne vers Saint Jacques de Compostelle. Aujourd’hui il est courant de voir des pèlerins traverser Le Pin.
Au XIXe, pour la commune du Pin où les services aux personnes étaient inexistants l’entretien des chemins vicinaux était vital. Le chemin le plus important était celui qui mène à Cavillargues, car les principaux services de l’époque (médecin, notaire ou commerces en tous genres) étaient situés dans ce village.
Dès 1865, la commune s’inquiète d’établir la communication entre ces deux communes. Jusque-là, la Tave était franchie à gué. Alors qu’un premier pont avait été créé, il est emporté vers 1874 par une crue de la rivière, et ne fut reconstruit que 15 ans plus tard, en 1889.
Plus loin, sur ce même chemin, un deuxième pont fut édifié en 1924, pour traverser cette fois-ci, la Brive (un petit « Riou »), qui elle aussi était franchie à gué. Lors de forts orages en Novembre 1963, la crue a emporté le pont. Grâce à une subvention de 60 % du montant des travaux accordée par le Conseil général aux communes du Pin et de Cavillargues, le pont  fut  reconstruit très rapidement.
La commune compte encore un dolmen, le dolmen du « Traves de l’Aven », probablement unique exemple dans notre région, de l’époque mégalithique, qui malheureusement ne demeure plus en intégralité, car lors de fouilles récentes, il a été fortement dégradé.
Au XIXe siècle, la plupart des maisons possédaient leur puits pour l’alimentation en eau. Puis en 1839, la municipalité décida de faire creuser un puits communal, à cette époque la commune ne possédait encore aucune fontaine publique. Au milieu des années 1800, devant les besoins croissants en eau, la municipalité envisage la création d’une fontaine publique, située, au « quartier bas » alimentant le lavoir, déjà existant, ainsi qu’un abreuvoir pour les bêtes de travail. Pour augmenter le débit en eau de cette fontaine, la commune a acheté à un particulier, une source passant dans son pré au Sud-Ouest du village. Cette fontaine est aujourd’hui toujours en état de marche et est appelée « La Font Basse ».
La Font Basse ne suffisant plus à assumer les besoins quotidiens en eau de la population, alors que les périodes de sécheresse survenaient fréquemment dans l’année, une autre source, suffisante pour alimenter le village, fut recherchée. Les bêtes de travail devaient aller boire dans un ruisseau à 500 mètres du village, l’Illaud (appelé Liot aujourd’hui). En 1885, après des « fouilles d’eau » aux quartiers du « Brugas » et de « Pied sans Peile », la commune construit une nouvelle fontaine publique sur la place du village, qui desservirait les quartiers hauts. Une statue en Bronze représentant une nymphe avec une cruche surmonte cette fontaine, qui a assouvi les besoins en eau de la population, jusqu’à la fin des années 1960, date à laquelle l’adduction en eau potable a pris le relais.
À partir de 1820, l’exploitation du lignite, amène au Pin une population de mineurs. Le lignite, le meilleur du bassin de la Tave, alimente les usines de la région, en particulier les filatures. Dès lors, la population de la commune s’accroît pour atteindre 364 habitants en 1881. Au début du XXe siècle, les mines sont abandonnées, à cause de leur faible rendement. De toute cette activité minière, il ne reste plus rien d’autre que quelques crassiers
La sériciculture déclinant, les filatures cessent toute activité vers la fin du XIXe siècle, l’exploitation des mines s’en trouve réduite et épisodique. La population ne cesse de décroître, 140 habitants seulement peuplent le village en 1975 avec menace de fermeture de l’école.
À partir de 1980, le village connaît un redressement démographique spectaculaire de 140 habitants à plus de 350. Cet accroissement est dû principalement à une population d’employés et d’ouvriers venue des sites de Marcoule et de l’Ardoise où se situent respectivement un important complexe atomique et des usines de ferro-alliages. Le relief vallonné a permis la construction d’une centaine de maisons, dans un respect quasi-total de l’environnement.

## Politique et administration
| Période                                  | Période  | Identité             | Étiquette | Qualité           |
| ---------------------------------------- | -------- | -------------------- | --------- | ----------------- |
| mars 1790                                | 1792     | Joseph Lapierre      |           |                   |
| mars 1792                                | 1795     | Étienne Pujade       |           |                   |
| mars 1795                                | 1797     | Joseph Lapierre      |           |                   |
| mars 1797                                | 1800     | Étienne Pujade       |           |                   |
| mars 1800                                | 1808     | Jaques Palisse       |           |                   |
| mars 1808                                | 1815     | Firmin Pujade        |           |                   |
| mars 1815                                | 1830     | Étienne Palisse      |           |                   |
| mars 1830                                | 1831     | Firmin Pujade        |           |                   |
| mars 1831                                | 1832     | Jean Bapiste Bouzige |           |                   |
| mars 1832                                | 1837     | Maurice Taulelle     |           |                   |
| mars 1837                                | 1840     | Claude Pujade        |           |                   |
| mars 1840                                | 1845     | Joseph Taulelle      |           |                   |
| mars 1845                                | 1846     | Constantin Pujade    |           |                   |
| mars 1846                                | 1848     | Clair Bouzige        |           |                   |
| mars 1848                                | 1852     | Maurice Palisse      |           |                   |
| mars 1852                                | 1865     | Étienne Bouzige      |           |                   |
| mars 1865                                | 1870     | Louis Larnac         |           |                   |
| mars 1870                                | 1871     | Pascal Vallier       |           |                   |
| mars 1871                                | 1892     | Jaques Palisse       |           |                   |
| mars 1892                                | 1897     | Jean Pujade          |           |                   |
| mars 1897                                | 1912     | Léopold Larnac       |           |                   |
| mars 1912                                | 1919     | Évariste Pascal      |           |                   |
| mars 1919                                | 1925     | Alphonse Thomas      |           |                   |
| mars 1925                                | 1935     | Fernand Pujade       |           |                   |
| mars 1935                                | 1944     | Félix Pujade         |           |                   |
| mars 1944                                | 1953     | Marius Palisse       |           |                   |
| mars 1953                                | 1965     | Pierre Pujade        |           |                   |
| mars 1965                                | 1970     | Joseph Cortie        |           |                   |
| mars 1970                                | 1971     | Henri Brunel         |           |                   |
| mars 1971                                | 1995     | Émile Nizier         |           |                   |
| mars 1995                                | 2014     | Francis Rouzaud      |           | Directeur d'école |
| mars 2014                                | En cours | Patrick Palisse      | SE        | Ingénieur         |
| Les données manquantes sont à compléter. |          |                      |           |                   |

## Population et société

### Démographie
L'évolution du nombre d'habitants est connue à travers les recensements de la population effectués dans la commune depuis 1793. Pour les communes de moins de 10 000 habitants, une enquête de recensement portant sur toute la population est réalisée tous les cinq ans, les populations de référence des années intermédiaires étant quant à elles estimées par interpolation ou extrapolation. Pour la commune, le premier recensement exhaustif entrant dans le cadre du nouveau dispositif a été réalisé en 2005.

En 2022, la commune comptait 473 habitants, en évolution de +12,35 % par rapport à 2016 (Gard : +2,97 %, France hors Mayotte : +2,11 %).
| 1793 | 1800 | 1806 | 1821 | 1831 | 1836 | 1841 | 1846 | 1851 |
| ---- | ---- | ---- | ---- | ---- | ---- | ---- | ---- | ---- |
| 264  | 262  | 321  | 317  | 320  | 351  | 372  | 346  | 342  |

| 1856 | 1861 | 1866 | 1872 | 1876 | 1881 | 1886 | 1891 | 1896 |
| ---- | ---- | ---- | ---- | ---- | ---- | ---- | ---- | ---- |
| 358  | 362  | 357  | 382  | 365  | 364  | 317  | 291  | 256  |

| 1901 | 1906 | 1911 | 1921 | 1926 | 1931 | 1936 | 1946 | 1954 |
| ---- | ---- | ---- | ---- | ---- | ---- | ---- | ---- | ---- |
| 241  | 232  | 225  | 197  | 182  | 181  | 164  | 168  | 158  |

| 1962 | 1968 | 1975 | 1982 | 1990 | 1999 | 2005 | 2006 | 2010 |
| ---- | ---- | ---- | ---- | ---- | ---- | ---- | ---- | ---- |
| 164  | 150  | 140  | 173  | 256  | 290  | 317  | 325  | 331  |

| 2015 | 2020 | 2022 | - | - | - | - | - | - |
| ---- | ---- | ---- | - | - | - | - | - | - |
| 416  | 468  | 473  | - | - | - | - | - | - |

### Enseignement
Une école primaire au sein d’un regroupement pédagogique (2 classes sur Le Pin et deux à Saint-Pons-la-Calm pour un total de 90 élèves), donc 53, en 2015, sur la commune du Pin. Les classes dépendent de l'académie de Montpellier.

### Divers services
- Une bibliothèque,
- Un terrain multisports avec une aire de jeux pour les plus petits,
- Une salle des fêtes,
- Un terrain de pétanque,

## Économie

### Revenus
En 2018  (données Insee publiées en septembre 2021), la commune compte 175 ménages fiscaux, regroupant 430 personnes. La médiane du revenu disponible par unité de consommation est de 22 370 € (20 020 € dans le département).

### Emploi
|                | 2008   | 2013   | 2018   |
| -------------- | ------ | ------ | ------ |
| Commune        | 5,9 %  | 10,8 % | 10,4 % |
| Département    | 10,6 % | 12 %   | 12 %   |
| France entière | 8,3 %  | 10 %   | 10 %   |

En 2018, la population âgée de 15 à 64 ans s'élève à 272 personnes, parmi lesquelles on compte 76,8 % d'actifs (66,4 % ayant un emploi et 10,4 % de chômeurs) et 23,2 % d'inactifs,. En  2018, le taux de chômage communal (au sens du recensement) des 15-64 ans est inférieur à celui du département, mais supérieur à celui de la France, alors qu'en 2008 il était inférieur à celui de la France.
La commune fait partie de la couronne de l'aire d'attraction de Bagnols-sur-Cèze, du fait qu'au moins 15 % des actifs travaillent dans le pôle,. Elle compte 28 emplois en 2018, contre 36 en 2013 et 23 en 2008. Le nombre d'actifs ayant un emploi résidant dans la commune est de 181, soit un indicateur de concentration d'emploi de 15,3 % et un taux d'activité parmi les 15 ans ou plus de 60,6 %.
Sur ces 181 actifs de 15 ans ou plus ayant un emploi, 19 travaillent dans la commune, soit 10 % des habitants. Pour se rendre au travail, 90,7 % des habitants utilisent un véhicule personnel ou de fonction à quatre roues, 2,1 % les transports en commun, 3,7 % s'y rendent en deux-roues, à vélo ou à pied et 3,6 % n'ont pas besoin de transport (travail au domicile).

### Activités hors agriculture

#### Secteurs d'activités
24 établissements sont implantés  au Pin au 31 décembre 2019. Le tableau ci-dessous en détaille le nombre par secteur d'activité et compare les ratios avec ceux du département,.
Le secteur de la construction est prépondérant sur la commune puisqu'il représente 33,3 % du nombre total d'établissements de la commune (8 sur les 24 entreprises implantées  au Le Pin), contre 15,5 % au niveau départemental.

#### Entreprises et commerces
Les zones planes plus accessibles sont cultivées ; la viticulture est largement prépondérante sur toute la commune avec quelques cultures fruitières. Ces vignes produisent un vin de bonne qualité. À noter que pratiquement la totalité du territoire bénéficie du classement Côtes du Rhône (AOC).

### Agriculture
|               | 1988 | 2000 | 2010 | 2020 |
| ------------- | ---- | ---- | ---- | ---- |
| Exploitations | 25   | 25   | 10   | 9    |
| SAU (ha)      | 205  | 142  | 62   | 80   |

La commune est dans les Garrigues, une petite région agricole occupant le centre du département du Gard. En 2020, l'orientation technico-économique de l'agriculture  sur la commune est la viticulture. Neuf exploitations agricoles ayant leur siège dans la commune sont dénombrées lors du recensement agricole de 2020 (25 en 1988). La superficie agricole utilisée est de 80 ha,,.

## Culture locale et patrimoine

### Lieux et monuments
- Deux cimetières (route d’Uzès et chemin du Mas d’Agathe).
- Un lavoir alimenté par une fontaine, la « Font Basse ».
- Une fontaine sur la place de la mairie.
- Le belvédère-observatoire de la Gardie sur la commune de Saint-Pons-la-Calm.
- Le château du Pin (derrière l'église) : il appartient, en 1586, à Domergue des Micheaux, qui l'apporte en dot à M d'Entraigues, habitant d'Uzès, dont la famille a une origine marchande. En 1814, lors du décès  de Jeanne Marie d'Entraigues du Pin, le château passe à son fils Ernest de Rossel, baron de Fontarèche.
- L’église Notre-Dame-de-la-Salette du Pin : les plans de l’édifice dressés par l’architecte Bègue d’Uzès datent du 24 janvier 1865. L’implantation de cette nouvelle église était prévue sur l’emplacement de l’édifice primitif en y incluant l’ancien cimetière et l’ancienne sacristie qui fut ainsi sauvée de la démolition. Des travaux de réfection et d’aménagement furent lancés en 1992. Les murs latéraux des travées furent décroûtés et laissés en pierres apparentes après réfection des joints. La voûte fut repeinte, les fonts baptismaux rénovés, les vitraux réparés, le carrelage et l’électricité refaits et les bancs changés et un chauffage fonctionnel au gaz a été mis en place. Le bâtiment fut inauguré en 1993.
- Les bois et forêts : la commune du PIN est recouverte de nombreux bois et bosquets communaux ou privés. La commune reste essentiellement verte sur la majorité de sa surface. Des coupes de bois sont régulièrement réalisées sous le contrôle de l’ONF afin d’en assurer l’entretien. Et le belvédère de la Gardie sur la commune de Saint-Pons-la-Calm.
- Les capitelles : une quinzaine de cabanes en pierre sèche, ou « capitelles », parsèment le territoire de la commune ; de forme conique et parfaitement étanches à la pluie, elles servaient autrefois d’abris aux paysans dans leurs champs éloignés.

### Héraldique
| Blason de Pin (Le) | Blason  | D'azur à la bande losangée d'argent et de gueules. |
| Blason de Pin (Le) | Détails | Le statut officiel du blason reste à déterminer.   |

### Personnalités liées à la commune
- Lydie Salvayre